# Riccardo di Cirencester
Riccardo di Cirencester (Cirencester, 1335 circa – Westminster, 1401 circa) è stato un religioso e storico inglese.

## Biografia
Monaco benedettino dell'abbazia di Westminster, nulla si sa della sua vita se non alcune scarne notizie. 
Il suo nome appare nella lista dei monaci stilata nel 1355 si sa che compì un pellegrinaggio a Gerusalemme nel 1391, e che era ancora a Westminster nel 1397; l'ultima notizia è del 1400, quando Riccardo giaceva malato nell'infermeria dell'abbazia. Si presume che sia morto intorno a quella data o pochi anni dopo.

### Opere
Fu il compilatore di una cronaca dal 447 al 1066, intitolare "Speculum Historiale de Gestis Regum Angliae". L'opera, che si compone di quattro libri, non è di grande valore storico ma ha il pregio di riprodurre molti privilegi garantiti all'abbazia di Westminster. 
A lui sono attribuite altre due opere: "De Officiis" e "Super Symbolum Majus et Minus", entrambe perdute. 

#### Il falsoDe situ Britanniae

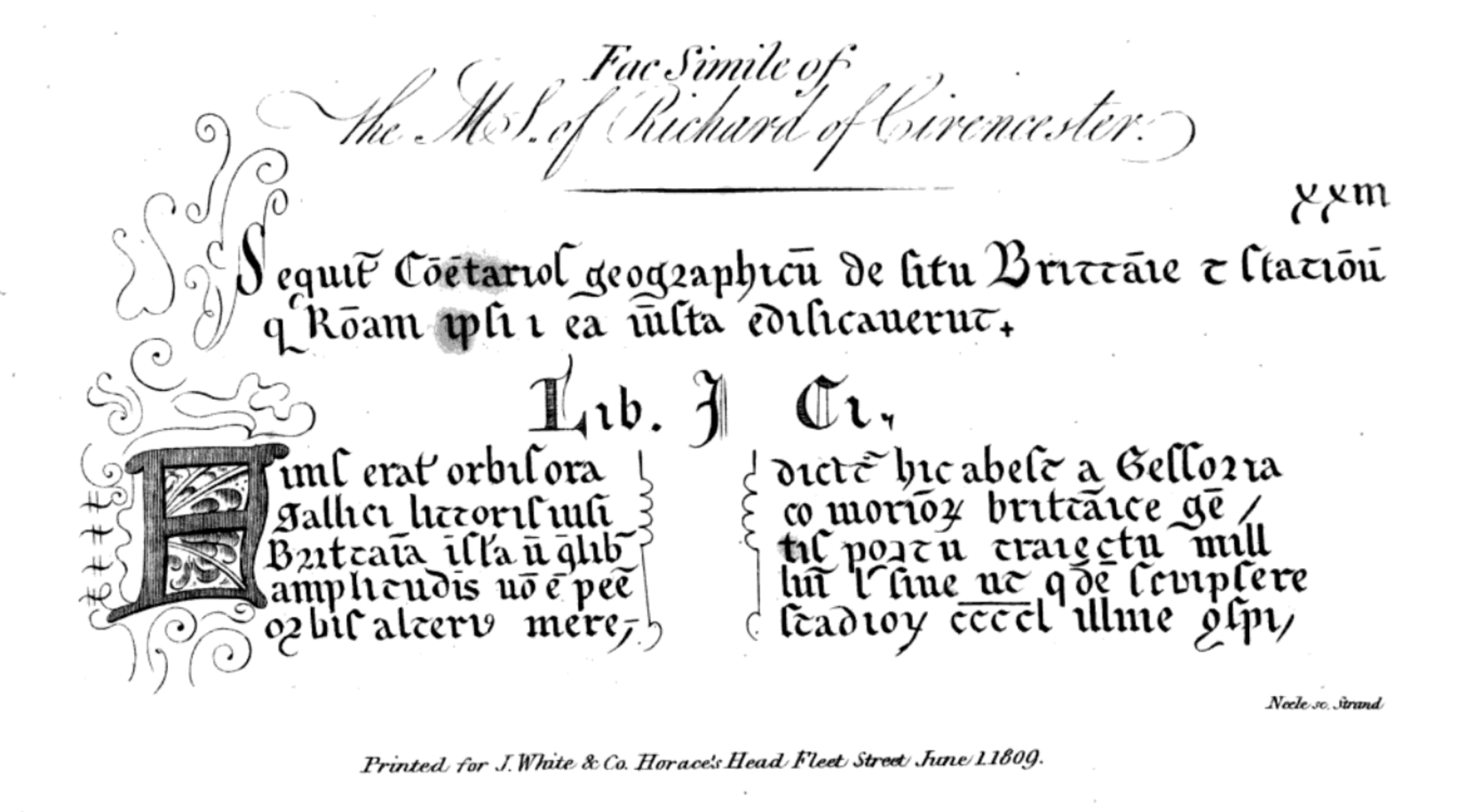
Facsimile della presunta copia amanuense del De situ Britanniae

Nel XVIII secolo il suo nome fu utilizzato da Charles Bertram per attribuire una paternità al Richardus Copenensis de situ Britanniae, a una falsificazione da lui ordita: si trattava di un finto resoconto storico-geografico che Bertram pretendeva far passare per l'opera di un presunto generale romano; Bertram affermava che l'opera era tramandata da un manoscritto la cui trascrizione amanuense era dovuta a un monaco di nome Riccardo di Westminster, individuato proprio in Riccardo. 
La falsificazione riuscì a ingannare William Stukeley (1687 – 1765) e molti antiquari successivi, tra cui John Lingard (1771 – 1851). L'opera fu definitivamente smascherata, da vari studiosi, tra cui Bernard Bolingbroke Woodward (1816–1869), solo negli anni 1866-67, anche se da alcuni decenni sull'opera si affollavano i dubbi degli studiosi. 
Nonostante lo smascheramento, la cronaca continuava ad apparire in opere successive, come la ristampa, nel 1872, di Six English chronicles di John Allen Giles, originariamente pubblicata nel 1848.